# Magyarosaurus
Magyarosaurus is een geslacht van uitgestorven plantenetende sauropode dinosauriërs, behorend tot de groep van de Titanosauriformes, dat tijdens het Laat-Krijt leefde in het gebied van het huidige Roemenië.
Er zijn drie soorten benoemd in het geslacht. Alleen Magyarosaurus dacus wordt tegenwoordig nog als geldig beschouwd. Hij is een van de kleinste sauropoden die bekend zijn en leefde op het Haţeg-eiland.

## Vondst en naamgeving
In 1915 benoemde baron Franz Nopcsa fossiele resten van een sauropode, door Gyula Halaváts tussen 1895 en 1899 opgegraven in Transsylvanië bij Judetul Covurlui nabij Hunedoara, en door hemzelf tegen 1904 in de vallei van de Sibişel, als een nieuwe soort van Titanosaurus: Titanosaurus dacus. De soortaanduiding verwijst naar Dacia. 
Nopcsa miste de tijd om de fossielen grondig te bestuderen en zond na 1926 veel materiaal naar de Universiteit van Tübingen. In 1932 benoemde Friedrich von Huene aldaar een apart geslacht: Magyarosaurus. De typesoort Titanosaurus dacus wordt aldus gerecombineerd tot Magyarosaurus dacus. De geslachtsnaam verwijst naar de Magyaren en was meteen een symbolisch protest door von Huene tegen het feit dat Transsylvanië in 1918 bij Roemenië gevoegd was. 

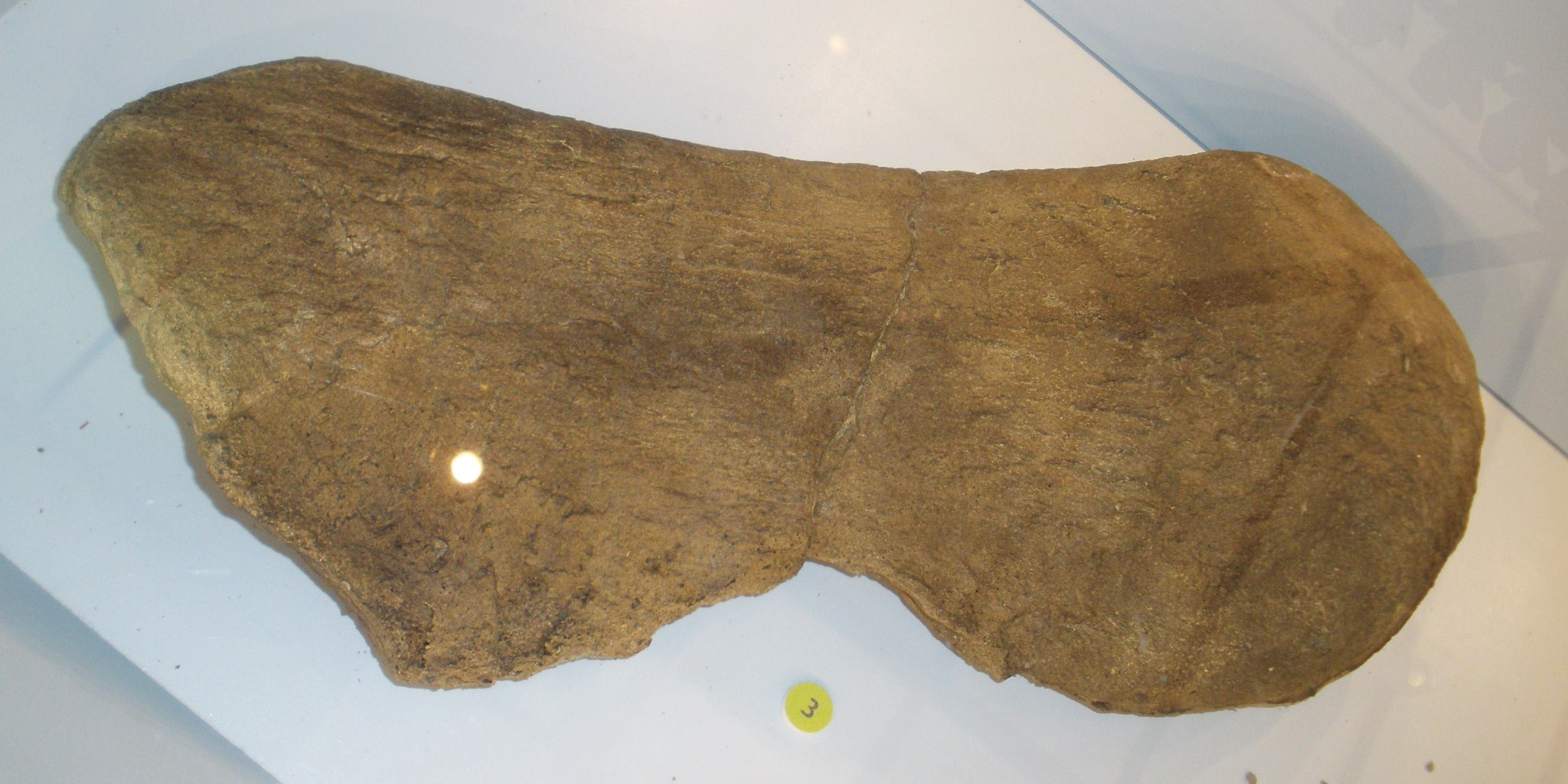
Een schouderblad van Magyarosaurus

Nopcsa gaf geen holotype aan. Jean Le Loeuff koos BMNH R.3861a, gevonden in de Sânpetruformatie, daterend uit het vroege Maastrichtien als het lectotype. Von Huene had zich namelijk mede gebaseerd op fossielen in het British Museum. Het bestaat uit een stel wervels. Daarbij zag hij echter over het hoofd dat Von Huene in 1932 specimen SZTFH Ob.3091 al gekozen had als lectotype, een voorste staartwervel gevonden door Ottokár Kadić. Verder waren er talrijke andere fragmenten gevonden, toebehorend aan minstens tien individuen. Daaronder waren vooral staartwervels maar ook ruggenwervels en delen van de ledematen. Een schedel ontbreekt. In 2025 werd Assemblage A, een verzameling botten van één vindplaats, gekozen als paralectotype. Het skelet "Individu E" en Assemblage F werden toegewezen. Van veel andere vondsten werd geconcludeerd dat ze geen diagnostische kenmerken met Magyarosaurus dacus deelden.
Von Huene benoemde in 1932 nog twee andere soorten: Magyarosaurus hungaricus op grond van een kuitbeen en Magyarosaurus transsylvanicus op basis van een aantal beenderen. De soortaanduidingen verwijzen respectievelijk naar Hongarije en Transsylvanië en zijn opnieuw politiek geïnspireerd. Deze resten waren eerst niet gefundeerd te onderscheiden van M. dacus en de twee soorten werden dan ook vaak gezien als synoniemen daarvan. In 2025 werd M. hungaricus het aparte geslacht Petrustitan.
Later is Magyarosaurus toch nog als een synoniem van Titanosaurus gezien of zelfs van Hypselosaurus. Tegenwoordig wordt het algemeen beschouwd als een valide taxon.

## Beschrijving

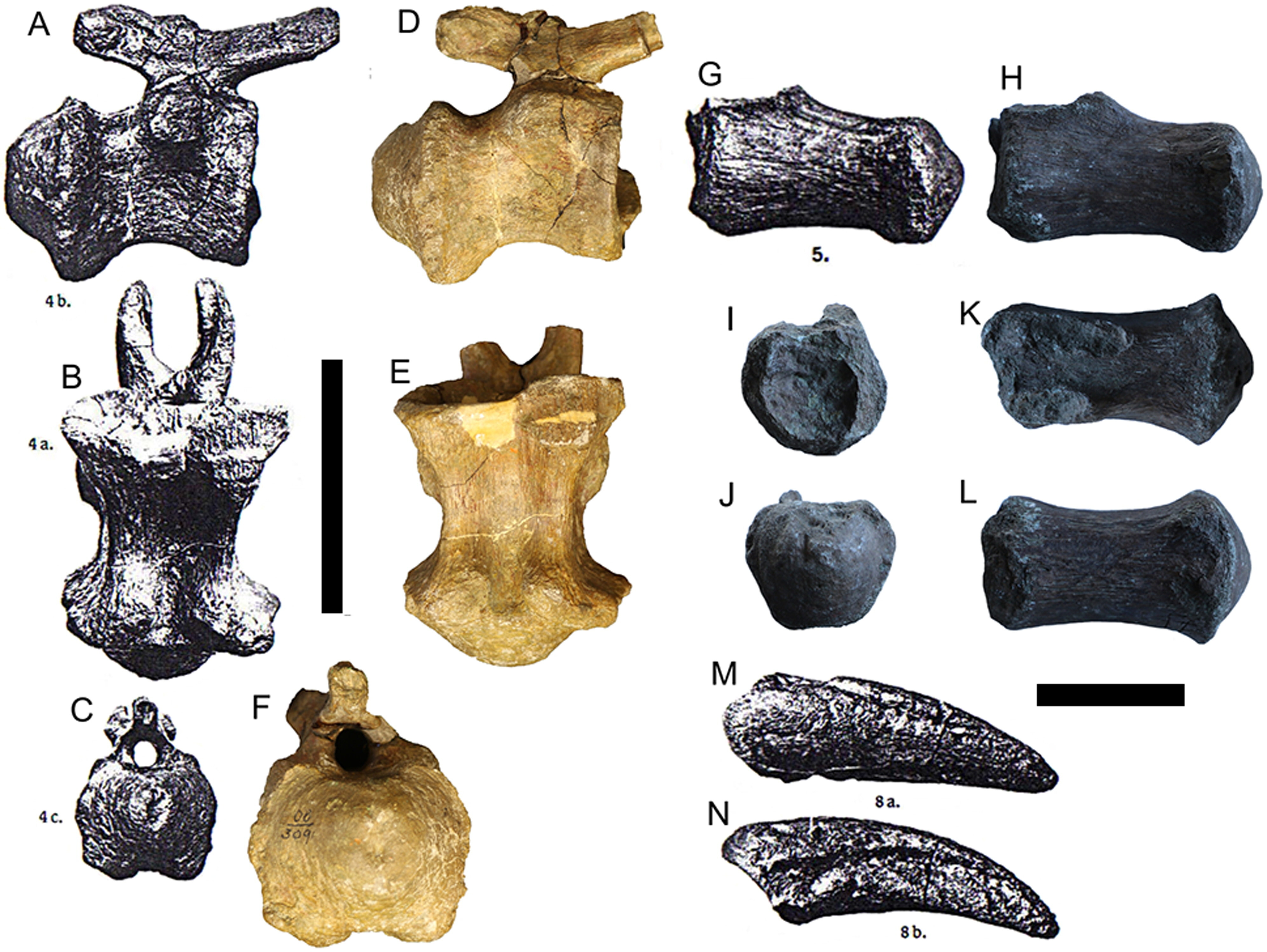
Het lectotype (A-F)

### Grootte
Het meest opvallende kenmerk van Magyarosaurus is zijn geringe afmeting. Magyarosaurus dacus werd maximaal 2,9 meter lang bij een gewicht van nog geen ton en is daarmee een van de kleinste bekende sauropoden. Materiaal dat wees op een lengte van zo'n tien meter werd in 2025 benoemd als het aparte geslacht Uriash.
Het kleine formaat is door Nopcsa verklaard als een geval van dwergvorming: het gebied vormde toen het Haţegeiland in de Europese Archipel en Magyarosaurus zou in grootte zijn afgenomen als een aanpassing om voedsel te besparen gezien het beperkte leefgebied. Later werd zijn hypothese in twijfel getrokken en het kleine formaat van de dieren verklaard door hun vermeende jeugd. Een studie uit 2010 concludeerde echter dat de botstructuur die van volwassen individuen was. De heuphoogte was ongeveer één meter wat wijst op relatief lange ledematen.

### Onderscheidende kenmerken
In 2025 werd een aantal onderscheidende kenmerken aangegeven. Het gaat om autapomorfieën, unieke afgeleide eigenschappen. De voorste staartwervels hebben richels op de onderste zijkanten maar geen lengtegroeve op de middenlijn van de onderzijde. De achterrand van het bovenste raakvlak van de chevrons vormt een klein haakvormig uitsteeksel dat de achterzijde van de tak van de haemaalboog overspant. De chevrons hebben een verticale richel op de buitenste zijkant van iedere tak. Een opvallende verheffing strekt zich naar beneden uit van de kop van het opperarmbeen langs de achterkant wat het bovendeel een naar achteren gebogen profiel geeft in binnenaanzicht en buitenaanzicht. De groeve op het opperarmbeen voor de musculus coracobrachialis wordt door een schuine gebogen richel verdeeld in een kleine ondiepe bovenste binnenste zone en een grote diepe onderste buitenste zone. Een goed ontwikkelde bult, de aanhechting voor de musculus latissimus dorsi ligt even ver van de buitenrand en binnenrand van de achterzijde van het opperarmbeen. De richel op de ellepijp aan de zijde van het spaakbeen is sterk naar benden en buiten gericht waarbij het bovenste uiteinde van deze richel de voorste binnenrand van de schacht doorsnijdt. De schacht van het spaakbeen is onder 45°, dus een kwartslag, gewrongen. Het onderste uiteinde van het spaakbeen is van voor naar achter breder aan de buitenrand dan aan de binnenrand. Het midden van de schacht van het dijbeen buigt maar weinig naar buiten. Er bevindt zich een subtiele richel op de voorrand van de buitenste zijkant van het kuitbeen, van welke richel het bovenste uiteinde ongeveer even hoog ligt als het onderste uiteinde van de trochanter lateralis.

## Fylogenie
Von Huene wees de soort in 1941 toe aan de Titanosauridae maar in het begin van de eenentwintigste eeuw is de onzekerheid over de plaatsing steeds verder toegenomen met toewijzingen aan de toenemend ruimere Lithostrotia, Titanosauria en Titanosauriformes. De dwergvorming maakt het lastig te bepalen wat nu de oorspronkelijke en wat de afgeleide eigenschappen zijn. Daardoor is ook de positie in de evolutionaire stamboom moeilijk vast te stellen, hoewel een kladistische analyse in 2005 Magyarosaurus dacus als de zustersoort van Rapetosaurus in de Saltasauridae gaf.